# Сен-Приест-ла-Плен
Сен-Прие́ст-ла-Плен (фр. Saint-Priest-la-Plaine) — коммуна во Франции, находится в регионе Новая Аквитания. Департамент коммуны — Крёз. Входит в состав кантона Ле-Гран-Бур. Округ коммуны — Гере.
Код INSEE коммуны — 23236.

## Население
Население коммуны на 2010 год составляло 246 человек.
| 1962 | 1968 | 1975 | 1982 | 1990 | 1999 | 2010 |
| ---- | ---- | ---- | ---- | ---- | ---- | ---- |
| 583  | 520  | 427  | 367  | 310  | 288  | 246  |

## Экономика
В 2010 году среди 140 человек трудоспособного возраста (15—64 лет) 99 были экономически активными, 41 — неактивными (показатель активности — 70,7 %, в 1999 году было 67,1 %). Из 99 активных жителей работали 93 человека (54 мужчины и 39 женщин), безработных было 6 (4 мужчины и 2 женщины). Среди 41 неактивных 10 человек были учениками или студентами, 18 — пенсионерами, 13 были неактивными по другим причинам.